# Fire Island Pines
Fire Island Pines y conocido también como Cherry Grove es un área no incorporada (o aldea) ubicada en el condado de Suffolk en el estado estadounidense de Nueva York. En el año 2000 tenía una población de 310 habitantes y en épocas temporales de hasta 3 mil personas.

## Geografía
Fire Island Pines se encuentra ubicada en las coordenadas 40°39′55″N 73°4′6″O / 40.66528, -73.06833.